# Чистець вузьколистий
{{#ifeq:0|0|{{#if:|{{#if:Stachysangustifolia|[[]}}|}}}}
Чистець вузьколистий (Stachys angustifolia) — вид рослин з родини глухокропивових (Lamiaceae), поширений у південно-східній Європі.

## Опис
Багаторічна трав'яниста рослина 40–90 см завдовжки. Рослина з численними висхідними розгалуженими пагонами. Середні та нижні листки перисторозсічені або надрізані, з лінійними або лінійно-ланцетними частками. Верхні листки вузько-лінійні. Кільця 2-квіткові, зібрані в довге китицеподібне суцвіття. Віночок рожевий, його трубка з кільцем коротких волосків.

## Поширення
Вид поширений у південно-східній Європі: Болгарія, Греція, колишня Югославія, Румунія, Туреччина-в-Європі, Україна.
В Україні вид зростає на кам'янистих відслоненнях — у Правобережному Степу, рідко і виключно на граніті (Миколаївська область, місто Вознесенськ); на ПБК від Ялти до Планерського, зрідка.